# Oberstløjtnant
Oberstløjtnant er en officersgrad i en hær eller i et luftvåben og er gradmæssigt placeret mellem oberst og major.  
En oberstløjtnant rangeres ind i Rangfølgens klasse 3. En oberstløjtnant (og Kommandørkaptajn fra søværnet) vil i forsvarsministeriet, forsvarskommandoen eller en af forsvarets styrelser, typisk være kontorchef.
Svarer til kommandørkaptajn i Søværnet. En oberstløjtnants hustru er oberstinde.

## Hæren
I Hæren er en oberstløjtnant: bataljonschef, stabchef/næstkommanderende ved et regiment eller Brigade, sektionschef ved højre operative stabe.

## Flyvevåbnet
I Flyvevåbnet er en oberstløjtnant: eskadrillechef, afdelingschef, chef for en uddannelsesenhed eller tjenstgørende ved en stab.
Svarer til en Wing commander i RAF.

## Forsvarets sundhedstjeneste
I Forsvarets Sundhedstjeneste vil stabslæger af 2. grad bære oberstløjtnantsdistinktioner. 
Flyvevåbnets læger, samlet kaldet flyverlæger, bærer en såkaldt flyverlægevinge på brystet. 
Hærens læger kan oftest ikke skelnes fra de øvrige officerer i hæren, dog er lægerne ved udsendelse til bl.a. Afghanistan, begyndt at bære en rød snor med teksten "medical" under distinktionen.
Søværnets læger har en rød markering mellem deres gradssnore.